# أنخيل أوريلانا
أنخيل أوريلانا (بالإسبانية: Ángel Orellana)‏ هو لاعب كرة قدم ومدرب كرة قدم سلفادوري، ولد في 2 مارس 1975 في السلفادور. لعب مع C.D. La Asunción ‏.